# Franz Moritz von Lacy
Franz Moritz von Lacy o Lascy (in russo: Boris Petrovich Lassi; San Pietroburgo, 21 ottobre 1725 – Vienna, 24 novembre 1801) è stato un generale austriaco.

## Biografia

### I primi anni
Suo padre, il conte Peter Lacy, era un feldmaresciallo russo ma discendente da una famiglia irlandese, e aveva pertanto preferito seguire le sorti dell'esiliato Giacomo II d'Inghilterra, scozzese e cattolico, il quale aveva dovuto abbandonare l'Inghilterra con i suoi cortigiani per non essere perseguitato dall'anglicanesimo imperante. Franz Moritz venne educato in Germania affinché intraprendesse come il padre una carriera militare ed entrò pertanto al servizio degli Asburgo. Egli prestò servizio in Italia, Boemia, Slesia e nei Paesi Bassi durante la guerra di successione austriaca, venendo ferito per ben due volte, e risultando al termine della guerra con il grado di Luogotenente Colonnello. All'età di 25 anni divenne Colonnello a capo di un reggimento di fanteria.

### La carriera militare
Nel 1756, con l'apertura della guerra dei sette anni, egli era ancora in servizio, e nella prima battaglia (battaglia di Lobositz) egli si distinse a tal punto da venire promosso sul campo al grado di Maggiore Generale. Egli ricevette la propria terza ferita in quell'occasione, combattendo poi nella battaglia di Reichenberg e ricevendo la sua quarta ferita nella battaglia di Praga del 1757. Nel 1757 Lacy prese parte con vigore alla grande vittoria della battaglia di Bratislava e a quella di Leuthen ove venne ferito per la quinta volta, coprendo il ritiro delle armate sconfitte. Dopo questo atto iniziò la sua collaborazione con il feldmaresciallo Leopold Joseph Daun, il nuovo "generalissimo" delle forze imperiali. Questi due comandanti, assistiti dal genio di Ernst Gideon von Laudon, tennero testa a Federico II di Prussia per la restante parte della guerra.
Venne così creato uno staff generale e Lacy, allora Luogotenente Feldmaresciallo alla sola età di 32 anni, divenne capo di questa squadra che si rifaceva al comando diretto di Daun. Dopo la battaglia di Hochkirch (15 ottobre 1758) Lacy ricevette la Gran Croce dell'Ordine Militare di Maria Teresa. Nel 1759 sia Daun che Lacy caddero però in disgrazia in quanto fallirono la vittoria di azioni giudicate semplicissime strategicamente, ma Lacy ne uscì comunque positivamente ottenendo il grado di Feldzeugmeister solo grazie al fatto che lo stesso Laudon aveva ricevuto questo stesso incarico per la sua brillante condotta nella battaglia di Kunersdorf. Le responsabilità di Lacy nella perdita delle battaglie era risultata pesantissima, a tal punto che la sua capacità di comando supremo era stata messa in dubbio persino da Daun, che si era rifiutato di concedergli il comando di Feldmaresciallo nel periodo in cui egli stesso era stato ferito alla battaglia di Torgau ed era convalescente.

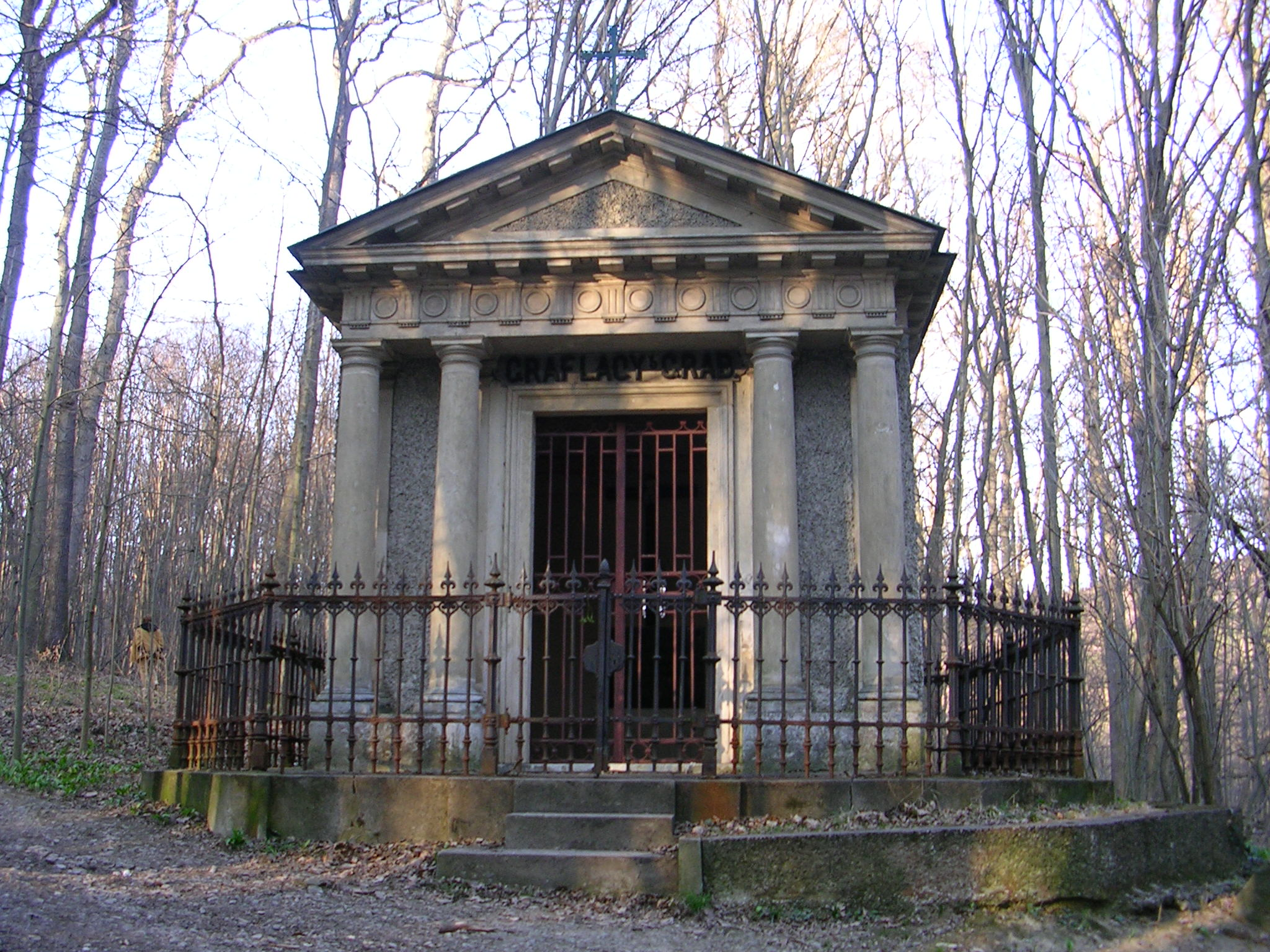
La tomba del conte di Lacy nello Schwarzenbergpark in Neuwaldegg, Vienna

Dopo la firma del Trattato di Hubertusburg si aprì per Lacy una nuova epoca di splendore per i grandi scopi. Maria Teresa d'Austria aveva posto il suo figlio primogenito, Giuseppe II, a capo degli affari militari austriaci e Lacy era in ottimi rapporti con il giovane principe, che lo nominò Feldmaresciallo nel 1766, devolvendo quasi completamente a lui l'occupazione di riformare accuratamente l'esercito e nominandolo Presidente del Consiglio di Guerra di Corte. Egli iniziò subito con l'emanare nuovi decreti per la regolazione delle armi, un nuovo codice di leggi militari e un buon sistema di logistica. Il risultato del suo lavoro fu un esercito più numeroso, meglio equipaggiato e meno costoso di quando non si fosse mai visto. Giuseppe II lo nominò presto suo consigliere militare, il che gli aprì le porte non solo in campo militare, ma a un pieno accesso agli affari di corte, nonché alla questione della spartizione della Polonia. Nel 1774 si dimise dalla sua carica, ma ottenne in cambio quella di Consigliere Privato di Sua Maestà.
Nella breve guerra di successione bavarese Lacy e Laudon si trovavano a capo delle armate austriache contro il re di Prussia. Quando Maria Teresa morì, nel 1780, Giuseppe II divenne sovrano di tutti i territori austriaci e imperiali, il che ravvicinò ancora di più l'influenza di Lacy al vero potere centrale. Più impegnativi furono gli scontri con l'impero ottomano; anche quando Giuseppe II venne a mancare Lacy continuò a svolgere un ruolo di rilievo sotto il suo successore, Leopoldo II. Egli trascorse gli ultimi anni della propria vita nel suo castello di Neuwaldegg presso Vienna, dove morì il 24 novembre 1801.
La sua statua, tra le personificazioni dei comandanti militari più noti dell'impero, è presente nel Monumento a Maria Teresa a Vienna.